# Aliseda
Aliseda és un municipi de la província de Càceres, a la comunitat autònoma d'Extremadura (Espanya). El 2021 tenia 1.751 habitants.